# Trinta-réis-preto

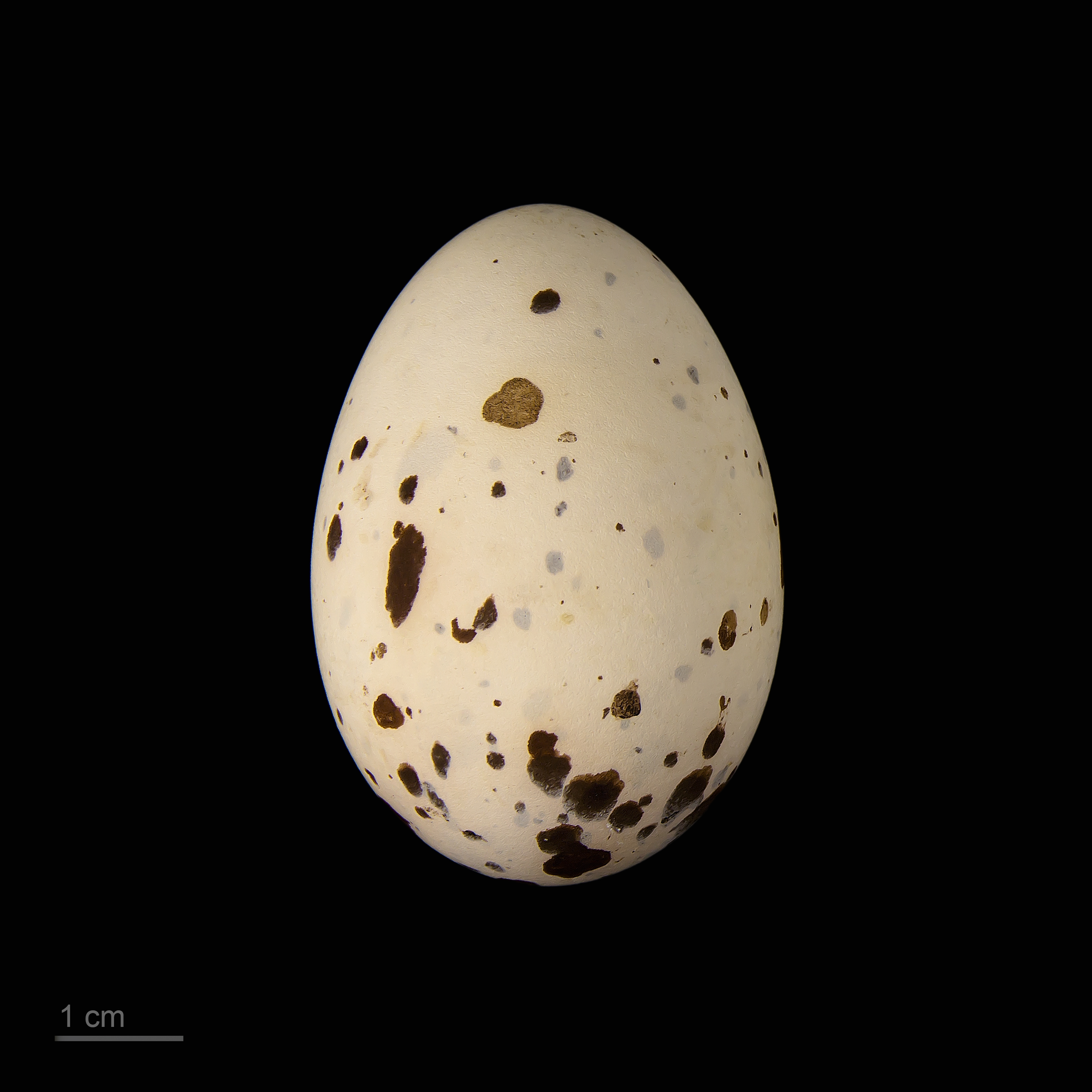
Anous minutus - MHNT

Trinta-réis-preto, nodi-preto ou tinhosa-de-barrete (nome científico: Anous minutus) é uma espécie de ave marinha que pertence à família dos larídeos. Tem uma distribuição mundial em mares tropicais e subtropicais, com colônias espalhadas no Oceano Pacífico e mais dispersas pelo Caribe, Atlântico Central e no nordeste do Oceano Índico.

## Subespécies
São reconhecidas sete subespécies:
- Anous minutus minutus (F. Boie, 1844) - ocorre no Nordeste da Austrália e da Nova Guiné até o arquipélago Tuamotu;
- Anous minutus worcesteri (McGregor, 1911) - ocorre na Ilha Cavilli e no Mar de Suli, no recife Tubbataha;
- Anous minutus marcusi (Bryan, 1903) - ocorre na Ilha Marcus e na Ilha Wake através da Micronésia até as Ilhas Carolinas;
- Anous minutus diamesus (Heller & Snodgrass, 1901) - ocorre na Ilha Clipperton no Oeste do México e na Ilha de Cocos, no litoral da Costa Rica;
- Anous minutus atlanticus (Mathews, 1912) - ocorre em Fernando de Noronha, na Ilha de Santa Helena e das ilhas atlânticas adjacentes até o Golfo da Guiné;
- Anous minutus americanus (Mathews, 1912) - ocorre nas Ilhas ao largo da América Central e Venezuela; ocorre também nas pequenas Antilhas;
- Anous minutus melanogenys (G. R. Gray, 1846) - ocorre no arquipélago do Hawaii.